# Johann Adam Aulhorn
Johann Adam Aulhorn (* 1729; † 1808) war ein Schauspieler, Sänger und Tänzer am Hof des Herzogtums Sachsen-Weimar-Eisenach.
Aulhorn trat 1757 in weimarische Hofdienste, aus denen er nach Herzog Ernst August Constantins Tod (1758) entlassen wurde. Von Herzogin Anna Amalie von Sachsen-Weimar-Eisenach wurde Aulhorn 1760 zum Substituten des Hoftanzmeisters Vezin ernannt und nach dessen Tod 1766 zum Hoftanzmeister. Seit 1762 war er Tanzlehrer des Erbprinzen Karl August von Sachsen-Weimar-Eisenach (1757–1828) und des Prinzen Constantin. Durch seine Mitwirkung am fürstlichen Liebhabertheater wurde Aulhorn frühzeitig mit Goethe bekannt. Auch während seiner späteren leitenden Tätigkeit am Hoftheater kam Goethe mit Aulhorn in Berührung, der an der Ausbildung des schauspielerischen Nachwuchses mitwirkte.